# Lista țărilor din America de Nord în funcție de suprafață

Lista țărilor din America de Nord în funcție de suprafață este o listă a țărilor nord-americane în funcție de suprafața teritoriului național. Lista include state suverane și teritorii dependente bazate pe standardul ISO 3166-1 al Organizației Internaționale de Standardizare. 
Regiunea include Canada, Caraibe, Saint Pierre și Miquelon, America Centrală, Groenlanda, Mexic și Statele Unite ale Americii. Canada este cea mai mare țară din America de Nord și din emisfera vestică. Saint Kitts și Nevis este cea mai mică țară din America de Nord în general, în timp ce El Salvador este cea mai mică țară din zona continentală nord-americană. Groenlanda, cea mai mare insulă din America de Nord, este un teritoriu dependent al Regatului Danemarcei, suprafața sa fiind a treia ca mărime de pe continent.
Sortarea este în ordine descrescătoare a suprafețelor fiecărei țări sau teritoriu din America de Nord.
|     | Țară/Teritoriu                             | Pondere din total | Suprafață  | Note  |
| %   | Țară/Teritoriu                             | km2               |            | Note  |
|     |                                            |                   |            |       |
| --- | ------------------------------------------ | ----------------- | ---------- | ----- |
|     | TOTAL                                      | 100%              | 24.390.416 |       |
| 1   | Canada                                     | 41%               | 9.984.670  |       |
| 2   | Statele Unite                              | 39%               | 9.518.644  | [ a ] |
| 99  | Groenlanda (Danemarca)                     | 9%                | 2.166.086  |       |
| 3   | Mexic                                      | 8%                | 1.964.375  |       |
| 4   | Nicaragua                                  | 1%                | 130.373    |       |
| 5   | Honduras                                   | 0,5%              | 112.492    |       |
| 6   | Cuba                                       | 0,5%              | 109.884    |       |
| 7   | Guatemala                                  | 0,4%              | 108.889    |       |
| 8   | Panama                                     | 0,3%              | 75.320     |       |
| 9   | Costa Rica                                 | 0,2%              | 51.100     |       |
| 10  | Republica Dominicană                       | 0,2%              | 48.671     |       |
| 11  | Haiti                                      | 0,1%              | 27.750     |       |
| 12  | Belize                                     | 0,1%              | 22.965     |       |
| 13  | El Salvador                                | 0,1%              | 21.041     |       |
| 14  | Bahamas                                    | 0,1%              | 13.940     |       |
| 15  | Jamaica                                    | 0,05%             | 10.991     |       |
| 99  | Puerto Rico (Statele Unite)                | 0,04%             | 8.868      |       |
| 16  | Trinidad și Tobago                         | 0,02%             | 5.127      |       |
| 99  | Guadeloupe (Franța)                        | 0,01%             | 1.639      |       |
| 99  | Martinica (Franța)                         | 0,004%            | 1.090      |       |
| 99  | Insulele Turks și Caicos (Regatul Unit)    | 0,004%            | 948        |       |
| 17  | Dominica                                   | 0,003%            | 750        |       |
| 18  | Sfânta Lucia                               | 0,003%            | 616        |       |
| 99  | Curaçao (Țările de Jos)                    | 0,002%            | 444        |       |
| 19  | Antigua și Barbuda                         | 0,002%            | 442        |       |
| 20  | Barbados                                   | 0,002%            | 431        |       |
| 21  | Sfântul Vicențiu și Grenadinele            | 0,002%            | 389        |       |
| 99  | Insulele Virgine Americane (Statele Unite) | 0,001%            | 347        |       |
| 22  | Grenada                                    | 0,001%            | 345        |       |
| 99  | Țările de Jos Caraibiene (Țările de Jos)   | 0,001%            | 328        |       |
| 99  | Insulele Cayman (Regatul Unit)             | 0,001%            | 264        |       |
| 23  | Saint Kitts și Nevis                       | 0,001%            | 261        |       |
| 99  | Saint Pierre și Miquelon (Franța)          | 0,001%            | 242        |       |
| 99  | Aruba (Țările de Jos)                      | 0,001%            | 180        |       |
| 99  | Insulele Virgine Britanice (Regatul Unit)  | 0,001%            | 151        |       |
| 99  | Montserrat (Regatul Unit)                  | 0,0004%           | 103        |       |
| 99  | Anguilla (Regatul Unit)                    | 0,0004%           | 91         |       |
| 99  | Bermuda (Regatul Unit)                     | 0,0002%           | 54         |       |
| 99  | Saint Martin (Franța)                      | 0,0002%           | 53         |       |
| 99  | Sint Maarten (Țările de Jos)               | 0,0001%           | 34         |       |
| 99  | Saint Barthélemy (Franța)                  | 0,0001%           | 22         |       |
| 99  | Insula Clipperton (Franța)                 | 0%                | 6          |       |